# Molly and Me
Molly and Me (br: Comediantes de Alcova) é um filme de comédia estadunidense de 1945 dirigido por Lewis Seiler, e estrelado por Monty Woolley, Gracie Fields, Reginald Gardiner e Roddy McDowall e lançado pela 20th Century Fox. O roteiro foi baseado no romance escrito por Frances Marion e adaptado por Roger Burford.

## Elenco
- Monty Woolley como John Graham
- Gracie Fields como Molly Barry
- Reginald Gardiner como Harry Phillips/Peabody
- Roddy McDowall como Jimmy Graham
- Natalie Schafer como Kitty Goode-Burroughs
- Edith Barrett como Julia
- Clifford Brooke como Pops
- Aminta Dyne como Musette
- Queenie Leonard como Lily
- Doris Lloyd como Mrs Graham
- Patrick O'Moore como Ronnie
- Lewis L. Russell como Sir Arthur Burroughs
- David Clyde como Angus, o Jardineiro
- Matthew Boulton como sargento

## Recepção
No Rotten Tomatoes o filme tem 56% de aprovação por parte da audiência com base em 320 votos.